# Бродстон

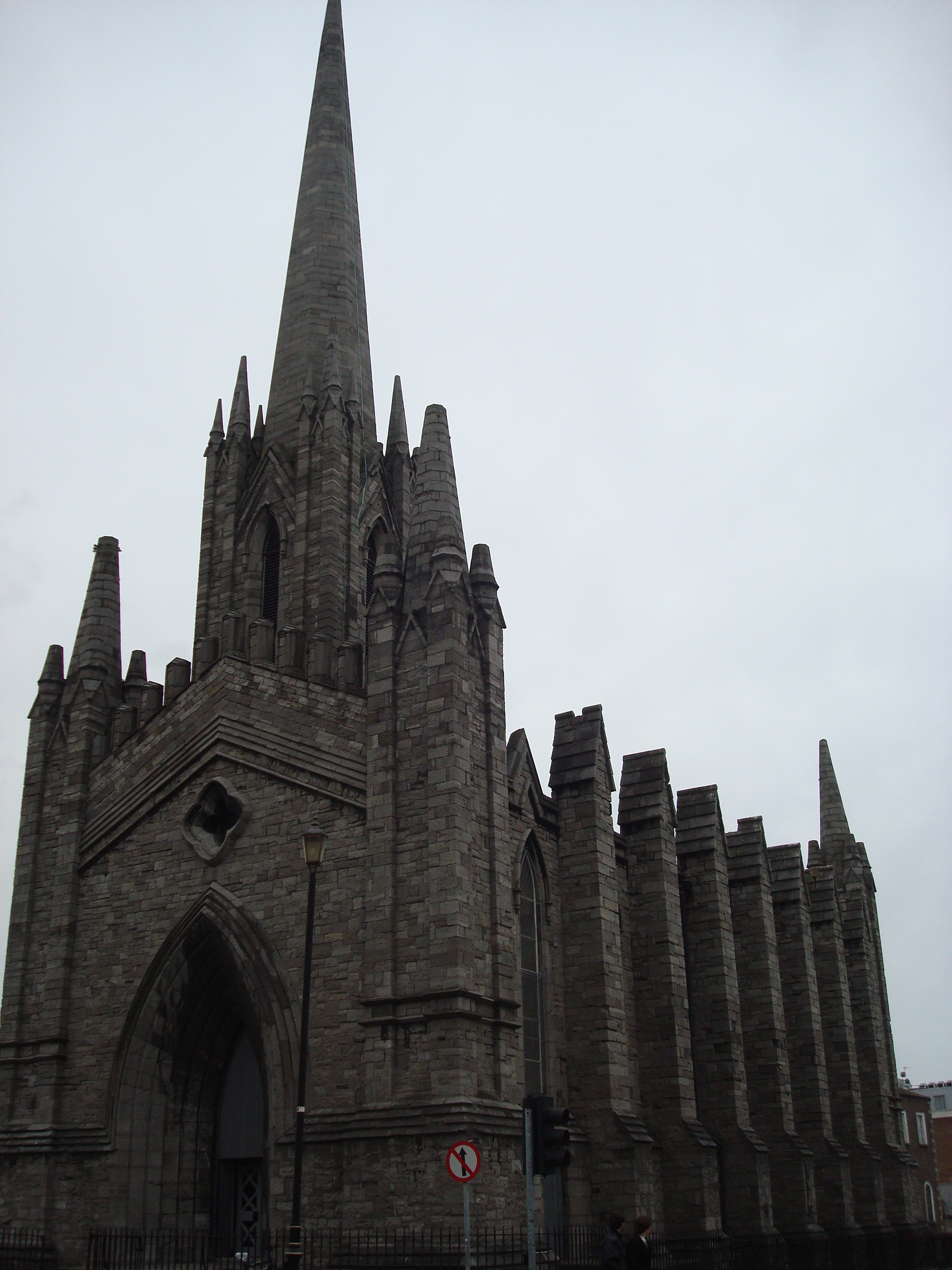
«Чёрная церковь»

Бродстон (англ. Broadstone; ирл. An Chloch Leathan) — один из трёх городских районов города Дублина в Ирландии, находится в административном графстве Дублин (провинция Ленстер). Район имеет треугольную форму, ограничен улицами Фибсборо-роуд и Холм Конституции на западе, Северной кольцевой дорогой на севере и Дорсет-стрит и Болтон-стрит на юго-востоке.

## Достопримечательности
Бродстоун имеет такие достопримечательности, таких как Чёрная церковь, Кингс-Иннс, станция Бродстоун, бассейн Блессингтон-стрит, церковь Беркли-роуд (Сент-Джозеф) и банк Ройял-Канал.
Район состоит из улиц с небольшими и средними домами из красного кирпича, построенными до принятия Акта Союза 1801 года. Одним из примечательных аспектов георгианской архитектуры , сохранившихся в этих скромных домах, были богато украшенные дверные проемы с полукруглыми фрамугами.